# Mat Hoffman's Pro BMX 2
Mat Hoffman Pro BMX 2 è un videogioco di BMX sviluppato dalla Rainbow Studios e pubblicato dalla Activision, sequel di Mat Hoffman's Pro BMX. È stato reso disponibile per Game Boy Advance, Nintendo GameCube, PlayStation 2 e Xbox.